# Hymenophyllum rufescens
Hymenophyllum rufescens är en hinnbräkenväxtart som beskrevs av Kirk. Hymenophyllum rufescens ingår i släktet Hymenophyllum och familjen Hymenophyllaceae. Inga underarter finns listade.